# Morro de São Bento (Rio de Janeiro)

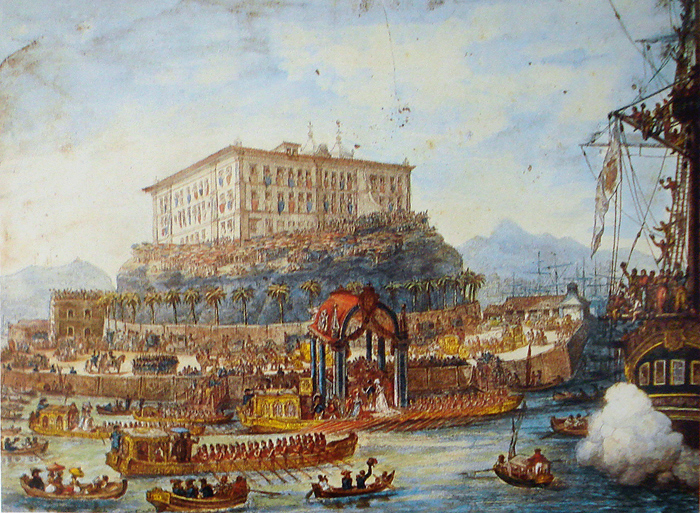
Vista do Morro de São Bento numa aquarela de Debret ilustrando a chegada ao Rio de Janeiro da princesa Maria Leopoldina de Áustria em 1817

O Morro de São Bento é um acidente geográfico da cidade do Rio de Janeiro, no Brasil.
Trata-se de uma elevação sobre a qual, em finais no século XVI, se instalou o Mosteiro de São Bento da cidade, que ainda se encontra no mesmo lugar. Ao longo dos séculos XVII e XVIII, foram construídos, sobre o morro, a Igreja de Nossa Senhora do Monte Serreado (a partir de 1633) e os edifícios do mosteiro, incluído o claustro (meados do século XVIII). O Morro de São Bento foi um ponto de referência importante no urbanismo da cidade na época colonial. A principal via da cidade nessa época, a Rua Direita (atual Rua 1º de Março), foi aberta para ligar o Morro de São Bento ao Morro do Castelo, centro administrativo da cidade.
Atualmente, encontra-se aí localizado, além do mosteiro, o Colégio de São Bento, também administrado pelos beneditinos. Um elevador facilita o acesso de pedestres ao topo do morro.